# Фулджем, Артур, 2-й граф Ливерпуль
Артур Уильям де Брито Сэвил Фулджем, 2-й граф Ливерпуль (англ. Arthur William de Brito Savile Foljambe, 2nd Earl of Liverpool; 27 мая 1870 — 15 мая 1941) — британский либеральный политик, 16-й и последний губернатор Новой Зеландии (1912—1917) и первый генерал-губернатор Новой Зеландии (1917—1920). Носил титул учтивости — виконт Хоксбери с 1905 по 1907 год.

## Происхождение и образование
Родился 27 мая 1870 года в Комптон-Плейс, Истборн, Сассекс. Старший сын и единственный выживший ребёнок Сесила Фулджема, 1-го графа Ливерпуля (1846—1907), от его первой жены Луизы Говард (? — 1871), дочери Фредерика Джона Говарда. По материнской линии он происходил от архитектора Ричарда Бойля, 3-го графа Берлингтона (1694—1753). Он получил образование в Итонском колледже и Королевском военном колледже в Сандхерсте, прежде чем присоединиться к стрелковой бригаде.

## Военная карьера
Артур Фулджем был назначен вторым лейтенантом стрелковой бригады 2 мая 1891 года, получил звание лейтенанта 14 февраля 1893 года и капитана 1 декабря 1897 года . Он принимал действительную службу во Второй англо-бурской войне в Южной Африке. В июле 1901 года он был назначен дополнительным адъютантом графа Кадогана, лорда-лейтенанта Ирландии. Он вернулся в свой полк в декабре 1901 года, присоединившись к 4-му батальону, дислоцированному в Блумфонтейне. Он ушел из армии в 1907 году.

## Политическая карьера
Ливерпуль сменил своего отца на графском титуле в 1907 году и занял свое место в Палате лордов на скамье либералов. В июле 1909 года он был назначен контролером королевского двора в либеральной администрации Герберта Генри Асквита, эту должность он занимал до 1912 года, когда он был назначен губернатором Новой Зеландии. В 1917 году должность была повышена до ранга генерал-губернатора Новой Зеландии. В том же году лорд Ливерпуль был также принят в Тайный совет. Его срок был продлен, чтобы охватить визит принца Уэльского. Он ушел в отставку с поста генерал-губернатора в 1920 году и был назначен кавалером Большого креста ордена Бани 7 октября 1920 года.
Во время Первой мировой войны Ливерпуль присвоил свое имя новозеландскому пехотному полку. Новозеландская стрелковая бригада (Собственная графа Ливерпуля) была сформирована в 1915 году, во время войны служила в составе новозеландской дивизии и была расформирована в 1919 году.

## Семья
27 июля 1897 года лорд Ливерпуль женился на Достопочтенной Аннет Луизе Монк (23 мая 1875 — 25 мая 1948), дочери Генри Пауэра Чарльза Стэнли Монка, 5-го виконта Монка (1849—1927), и леди Эдит Кэролайн София Скотт. Детей у них не было. На церемонии вручения новогодних наград 1918 года Аннет, графиня Ливерпуль, была удостоена звания Дамы Большого креста Ордена Британской империи. Лорд Ливерпуль владел Хартсхольм-холлом с 1909 по 1939 год.
Он умер в своем доме в Кэнвик-Холле в мае 1941 года в возрасте 70 лет, и ему наследовал его сводный брат Джеральд Фулджем. Графиня Ливерпуль умерла в мае 1948 года в возрасте 73 лет.